# Conny Torstensson
Conny Torstensson (Lofta, Suecia, 28 de agosto de 1949) es un exfutbolista sueco, se desempeñaba como segundo delantero o delantero centro. Fue internacional, en los años 70, con la selección de fútbol de Suecia.

## Clubes
| Club             | País             | Año         | Partidos | Goles |
| Åtvidabergs FF   | Suecia           | 1967 - 1973 | 50       | 18    |
| FC Bayern Múnich | Alemania Federal | 1973 - 1977 | 81       | 11    |
| FC Zúrich        | Suiza            | 1977 - 1978 | 24       | 3     |
| Åtvidabergs FF   | Suecia           | 1978 - 1980 | 49       | 6     |

## Palmarés
Åtvidabergs FF
- Allsvenskan: 1971-72, 1972-73
- Copa de Suecia: 1970, 1971

FC Bayern Múnich
- Bundesliga: 1973-74
- Copa de Europa: 1974, 1975, 1976
- Copa Intercontinental: 1976

- Datos: Q634536